# Cryptochloris zyli
Cryptochloris zyli е вид бозайник от семейство Златни къртици (Chrysochloridae). Видът е застрашен от изчезване.

## Разпространение
Видът е ендемичен за провинция Западен Кейп в Южна Африка.